# David Charvet
David Franck Guez Charvet (ur. 15 maja 1972 w Lyonie) – francuski aktor i piosenkarz na stałe zamieszkały w Stanach Zjednoczonych.

## Życiorys

### Wczesne lata
Urodził się w Lyonie, we Francji jako syn Francuzki Christiane Charvet Haddad i Paula Gueza, urodzonego w Tunezji Żyda biznesmena. Ma pięć sióstr i jednego brata. Kiedy miał dziewięć lat, jego rodzice rozstali się i wraz z ojcem przeniósł się do Stanów Zjednoczonych. We wczesnych latach 90. otrzymał Kartę Stałego Pobytu Stanów Zjednoczonych.
Studiował na Simon Fraser University w Burnaby w Kanadzie.

### Kariera
Po ukończeniu szkoły średniej został zauważony przez fotografa i jego kariera modela nabrała rozpędu. Przechodząc w kierunku show-biznesu, podpisał kontrakt z prestiżową agencją Elite Model Management, a w wieku 18 lat dostał ogólnokrajową kampanię prasową reklam odzieży Bugle Boy, Levi’s, Miller’s Outpost i Coca-Coli. Zabłysnął w serialu Słoneczny patrol (Baywatch, 1992-1996) jako Matt Brody oraz operze mydlanej Aarona Spellinga Melrose Place (1996-1998) w roli Craiga Fielda. Pojawił się także w serialu CBS Serca Zachodu (Harts of the West, 1994).
W 1997 rozpoczął swoją karierę we Francji w Europie jako piosenkarz. Nagrał trzy albumy: David Charvet (1997), Leap of Faith (2002) i Se laisser quelque chose (2004).

### Życie prywatne
W latach 1992–1994 był związany z Pamelą Anderson. Spotykał się także z Yasmine Bleeth (1996) i modelką Bar Refa’eli (2004-2005). 21 sierpnia 2006 związał się z modelką Brooke Burke, z którą ma córkę Heaven Rain (ur. 8 stycznia 2007) i syna Shayę (ur. 5 marca 2008). 12 sierpnia 2011 wzięli ślub. W kwietniu 2018 doszło do separacji, a 5 marca 2020 rozwiedli się.

## Filmografia

### Filmy wideo
- 1999: Randka z księciem (Meet Prince Charming) jako Jack Harris
- 2008: Zielony promień (Green Flash) jako Cameron Day
- 2008: Więźniowie słońca (Prisoners of the Sun) jako Doug Adler

### Filmy TV
- 1995: Uwiedziony i zdradzony (Seduced and Betrayed) jako Dan Hiller
- 1995: Słoneczny patrol: Forbidden Paradise (Baywatch: Forbidden Paradise) jako Mat Brody
- 1995: Derby jako Cass Sundstrom
- 1996: Awaryjne lądowanie (Angel Flight Down) jako Brad Brown
- 2010: Musisz być mój (The Perfect Teacher) jako Jim Wilkes

### Seriale TV
- 1992-1996: Słoneczny patrol (Baywatch) jako Matt Brody
- 1994: Serca Zachodu (Harts of the West) jako Tad
- 1996-1998: Melrose Place jako Craig Field

## Dyskografia

### Albumy
- David Charvet (1997)
- Leap of Faith (2002)
- Se laisser quelque chose (2004)

### Single
- „Regarde-toi” (1997)
- „Should I Leave” (1997)
- „Apprendre à aimer” / „Teach Me How to Love” (2002)
- „Jusqu’au bout” / „Leap of Faith” (2002)
- „Take You There” (2003)
- „Je te dédie” (2004)
- „Sometimes it rains” (2006)
- „Swim With the Birds” (2010)